# مهرجان أضواء المدينة
مهرجان أضواء المدينة هو مهرجان سنوي تنظمة أمانة منطقة المدينة المنورة في مبنى الأمانة والمهرجان ويسلط الضوء على عدد من المواقع الحكومية والتاريخية والمساجد والحدائق، ولقد تم تنظيم المهرجان لأول مرة عام 1435 م الموافق 2014 م.

## أنظر أيضًا
- قائمة المهرجانات والمواسم الفنية في السعودية
- مهرجان الجنادرية
- مهرجان الحريد السياحي